# セミパラチンスク州

セミパラチンスク州の地図

セミパラチンスク州（ロシア語：Семипалатинская область）は、中央アジアに設置されたロシア帝国の州（オーブラスチ）の1つ。首都はセミパラチンスク（現在のセメイ）。
州の領域は、現在のカザフスタン東部に相当し、セミパラチンスク郡、ザイサン郡、カルカラリンスク郡、パヴロダール郡、ウスチ・カメノゴル郡の5郡を管轄した。
アルタイ県、トムスク県、アクモリンスク州、セミレチエ州、シルダリヤ州に隣接し、東部は清朝の新疆省と国境を接していた。
1882年から1917年まで、ステップ総督府の管轄下に置かれた。
ロシア革命後の1920年に県制が施行され、キルギス自治ソビエト社会主義共和国管轄下のセミパラチンスク県に再編された。
なお、1939年から1997年にかけて、カザフ・ソビエト社会主義共和国およびカザフスタン共和国でも、同名の州が設置された。